# Yitson Lameda
Yitson Rafael Lameda (Barquisimeto, Venezuela, 8 de febrero de 1987) es un futbolista venezolano. Juega de mediocampista y su equipo actual es el Deportivo Ocotal de la Primera División de Nicaragua.

## Clubes
| Club             | País      | Año               |
| ---------------- | --------- | ----------------- |
| Guaros FC        | Venezuela | 2008 - 2009       |
| ACD Lara         | Venezuela | 2009 - 2011       |
| UA Maracaibo     | Venezuela | 2011 - 2013       |
| Deportivo Ocotal | Nicaragua | 2013 - Actualidad |